# Périnatalité
La périnatalité est la période de la vie comprise entre la 22e semaine d'aménorrhée et le 7e jour révolu suivant la naissance ; du point de vue de la santé et de la survie du fœtus puis du nouveau-né,. C'est la période durant laquelle toutes les fonctions métaboliques et physiologiques vitales se mettent en place, préparant la vie du futur individu. C'est également une période importante pour la formation de la psyché de l'enfant, pour la parentalité et du point de vue culturel dans la vie sociale des parents,.

## Enjeux
Un enjeu majeur est celui de l'éducation et de la prévention (prévention familiale y compris), car les 1 000 premiers jours de vie in utero et après la naissance sont un moment de grande plasticité pour l'organisme, mais aussi de très grande vulnérabilité vis-à-vis de l'environnement utérin puis du bébé (outre divers facteurs de stress ou un déficit en certains nutriments, divers facteurs, polluants et contaminants (notamment présents dans l'eau (ex. : nitrates, perchlorates), le logement, les produits d'entretien, les parfums et de nombreux cosmétiques) peuvent avoir des effets néfastes sur le bon développement des gamètes (ovule, spermatozoïdes) puis du fœtus puis du bébé, avec des séquelles et d'éventuels effets épigénétiques. Leurs effets peuvent éventuellement s'ajouter à ceux de l'alcool et du tabac ou d'autres toxicomanies ou addictions,. Les pesticides de plus en plus utilisés dans le monde semblent aussi poser un problème, avec notamment un risque accru de malformation génitale pour les garçons (hypospadias notamment).  Régulièrement de nouveaux risques sont détectés (ex lingettes, largement utilisées dans les années 2010 pour la toilette du bébé, contenant de phénoxyéthanol, un éther de glycol qui est un irritant oculaire, mais surtout suspecté d'être reprotoxique et toxique pour le développement de l'organisme (démontré aux fortes sur le modèle animal l’ANSM recommande de ne pas l'utiliser dans les produits destinés aux moins de 3 ans).  
Par extension, lors de la consultation périnatale on parle aussi pour cette période du désir d'enfant, de la conception, de la grossesse, de l'accouchement, des choix des parents relatifs à cette naissance, de l'accueil du nouveau-né (éventuellement handicapé), de l'allaitement, des premiers liens, des premiers jours et mois avec son bébé, des soins dans la période post-partum, d'une éventuelle dépression maternelle (ou paternelle) dans cette période, des liens entre santé de la mère, de l'enfant et environnement (santé environnementale)... Des maladies rares, mais graves peuvent aussi être évoquées comme l'herpès néonatal, forme périnatale de la maladie de Gaucher, maladies métaboliques congénitales, etc.

## Période de suivi médical accru
En raison du caractère critique de la sécurité de la grossesse et de la naissance et de l'importance cette période pour le développement, c'est celle ou le suivi médical et paramédical du fœtus puis de l'enfant est le plus développé (plus ou moins selon les pays et les catégories de la population. 

## Indicateurs de santé périnatale
Des indicateurs dédiés à la santé périnatale ont été choisis et sont plus ou moins suivis selon les pays et périodes, notamment basés sur des enquêtes hospitalières locales, régionales ou nationales,,.

## Métiers
Il existe des métiers spécialisés dans la parentalité : pédiatre, infirmière, sage-femme, assistant de service social, psychologue de la parentalité et de la petite enfance.

## En France
Sur le plan médical, la périnatalité fait l'objet d'un réseau de santé périnatal et elle est devenue une question reconnue de Santé publique, peu à  peu prise en compte par la loi (ex : décret périnatalité). Le tabagisme et l'alcool sont deux causes connues de problèmes graves pour cette période, mais le programme national de biosurveillance contient aussi un  « Volet périnatal » incluant notamment un travail de collecte des données et d’études de l’imprégnation des femmes enceintes en 2011 (à partir du suivi de 4 145 femmes enceintes de la « Cohorte Elfe », ayant accouché en France en 2011 (hors Corse et TOM)) d'une part par des  polluants organique (bisphénol A, phtalates, pesticides et polluants organiques persistants tels que dioxines, furanes, PCB, retardateurs de flamme et composés perfluorés) et d'autre part, par 13 métaux et métalloïdes (ce sont l’antimoine, l’arsenic, le cadmium, le césium, le chrome, le cobalt, l’étain, le mercure, le nickel, le plomb, l’uranium, le vanadium). Tous ces polluants peuvent parfois agir synergiquement pour développer d’autres formes de toxicité avec les métaux et métalloïdes. Ce sont les premières études aussi vastes faites en France sur la toxicologie de la périnatalité. Elles permettront des comparaisons avec d’autres études (antérieures ou postérieures) dans le monde, pour faire apparaître d'éventuelles tendances et causes-à-effets. D’autres études ont porté sur le méconium. Toutes ces études aident aussi à expliquer certains niveaux d’imprégnation et comment y remédier.

### Manuels scolaires
- Missonnier, S., Blazy, M., Boige, N., Presme, N., Tagawa, O., & Jaillardon, C. (2012). Manuel de psychologie clinique de la périnatalité. Paris: Elsevier Masson.